# ۱۵۹ (میلادی)
۱۵۹ (میلادی) صد و پنجاه و نهمین سال تقویم میلادی است.

## زادگان
- گوردیان یکم، امپراتور روم

## درگذشتگان
‎